# Madhuca daemonica
Madhuca daemonica är en tvåhjärtbladig växtart som först beskrevs av Van den Assem, och fick sitt nu gällande namn av Yii och P.Chai. Madhuca daemonica ingår i släktet Madhuca och familjen Sapotaceae. Inga underarter finns listade i Catalogue of Life.